# Grzegorz (Stergiu)
Grzegorz, imię świeckie Georgios Stergiu (ur. 1961 w Megara) – grecki duchowny prawosławny w jurysdykcji Patriarchatu Aleksandrii, od 2004 metropolita Kamerunu.

## Życiorys
Święcenia diakonatu przyjął w 1984, a prezbiteratu w 1988. 25 listopada 2004 otrzymał chirotonię biskupią.
W czerwcu 2016 r. uczestniczył w Soborze Wszechprawosławnym na Krecie.